# Gilia clokeyi
Gilia clokeyi är en blågullsväxtart som beskrevs av Mason. Gilia clokeyi ingår i släktet gilior, och familjen blågullsväxter. Inga underarter finns listade i Catalogue of Life.